# Ruperti-Ritterorden

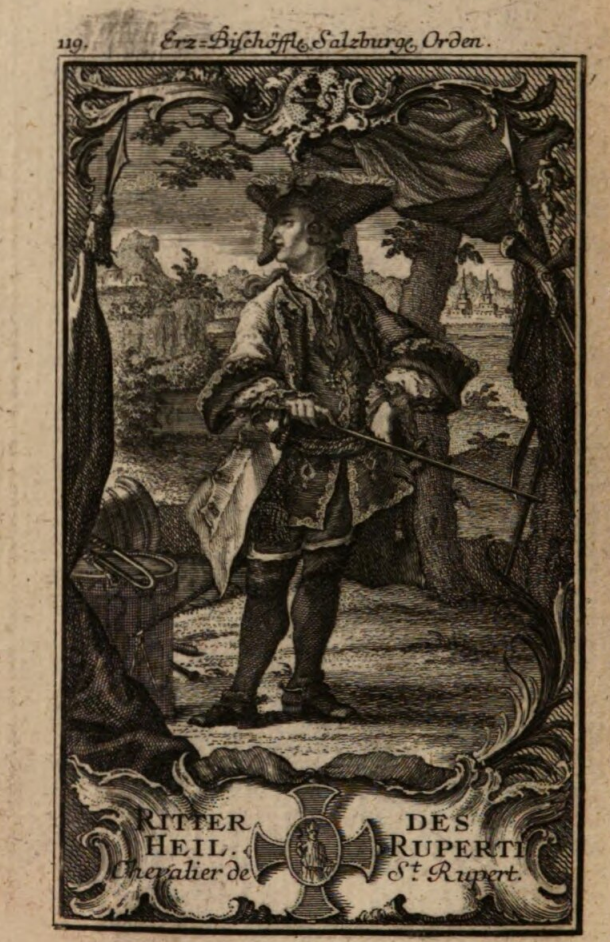
Ruperti-Ritter um 1750

Der St. Ruperti-Ritterorden, lateinisch Ordo equestris in honorem Sancti Ruperti Ecclesiae Salisburgensis, auch Orden des Sankt Ruperti oder Orden des heiligen Rupert, war ein Ritterorden zur Ausbildung von salzburgischen Landadligen zu Offizieren. Der Orden unterstellte sich dem Patrozinium des ersten Bischofs von Salzburg, des heiligen Rupert.

## Geschichte
Der Orden wurde von Erzbischof Johann Ernst von Thun und Hohenstein am 12. Mai 1701 gestiftet. Anlass war der Friedensschluss von Kahlowitz 1699, Kaiser Leopold I. erteilte seine Zustimmung zur Stiftung am 23. August 1701. Die Gründungsfeierlichkeiten fanden am Namenstag des heiligen Leopold von Österreich (15. November) 1701 in der Dreifaltigkeitskirche statt.
Der Stifter überreichte noch vor der Aktivität des Ordens ein hohes Anfangskapital. In einem Schenkungsbrief verfügte er die Überlassung der Emsburg, die anschließend als Kreuzhof oder Ritterhof bezeichnet wurde. Auch 1⁄9 der Eisenbergwerke in Kendlbruck (Lungau), eine Schmiede und ein Wirtshaus in Surheim (heute Rupertiwinkel) bereicherte den Orden.
Einige Ruperti-Ritter dienten nicht in der salzburgischen, sondern in der kaiserlichen Armee und traten erst nach ihrer Militärlaufbahn in erzbischöfliche Dienste.
Der Ruperti-Ritterorden bestand auch nach der Säkularisation des Erzstifts 1803 weiter, nahm jedoch nur noch einen Ritter auf. Er wurde 1811 aufgehoben, nachdem Salzburg unter bayerische Verwaltung gekommen war, sein Vermögen wurde dem Fond des Verdienstordens der Bayerischen Krone zugeschlagen. Insgesamt sind bis zu diesem Zeitpunkt 61 Ritter ernannt worden.

## Ordensgliederung
Der Orden war auf zwölf Ritter beschränkt, die sich in zwei Klassen zu je sechs Mitgliedern aufteilten:
- die wirklichen Ritter (auch Großkreuz-Ritter oder Großritter) bildeten das Ordenskapitel und wählten den Komtur. Sie mussten in der Regel zwölf Jahre in der Armee dienen und erhielten eine Präbende von mindestens 600 fl. im Jahr.
- die Exspektanten (auch Kleinkreuz-Ritter) waren im Collegium Virgilianeum zum Studium der Kriegswissenschaft und fremder Sprachen sowie sportlicher Übungen (Reiten, Fechten und Tanzen) verpflichtet. Ihre Präbende entsprach der doppelten Portion eines Musketiers (124 fl. 48 kr. im Jahr). Bei geeigneter Fähigkeit konnten sie in eine freie Großkreuzstelle aufsteigen.

Über die Aufnahme eines Ordenskandidaten (Aspirant) als Exspektant und die Beförderung zum Großritter entschied der Erzbischof. Aufgrund nicht ausreichender Fähigkeiten blieben freie Stellen häufig längere Zeit unbesetzt, sodass der Orden meistens weniger als zwölf Ritter zählte.
Um aufgenommen zu werden, war eine Ahnenprobe auf vier adlige Großeltern, aber keine Zugehörigkeit zu den Landständen notwendig.
Die Großritter schworden Treue gegenüber dem Erzbischof und die Schadensabwendung vom Erzstift Salzburg, auch waren sie zur Ehelosigkeit verpflichtet. Durch Verheiratung, Verlassen des Adelsstands (durch Übertritt zum Klerus oder einen nichtstandesgemäßen Lebenswandel) sowie bei Feigheit vor dem Feind und dem Dienst in einer feindlichen Armee schied man aus dem Orden aus. 1772 gestattete Erzbischof Hieronymus von Colloredo, dass Großritter, die den Orden verließen, um zu heiraten, zu Ehrenritter ernannt werden können und die Dekoration weiter tragen dürfen. Erster und einziger Ehrenritter wurde im darauffolgenden Jahr der kaiserliche Generalfeldwachtmeister Claudius Torquatus Christiani von Rall.

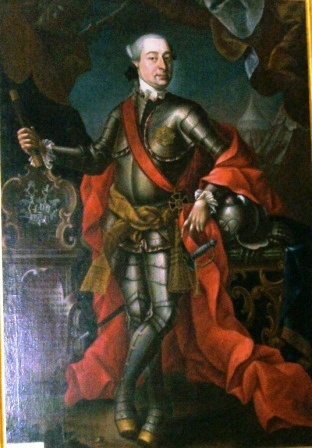
Komtur Josef Johann Nepomuk Dückher

An der Spitze des Ordens stand der Komtur, der in der Regel aus den Landständen stammte und bereits Großritter war. Er stand dem Kapitel vor, residierte auf der Emsburg und verwaltete die Güter des Ordens zusammen mit einem vom Landtag ernannten Verwalter. Dabei wurde er von zwei Inspectoren des Landtages überwacht. Er erhielt die doppelte Präbende eines Großritters, zusätzlich 25 % des jährlichen Geldüberschusses des Ordens. Zum ersten Komtur ernannte der Erzbischof seinen erst siebenjährigen Neffen Johann Ernst Cajetan, der jedoch nach sechs Monaten resignierte und den Orden verließ.
Der Ritterorden hatte Zeit seines Bestehens sieben Komture:
1. 1701 bis 1702: Johann Ernst Cajetan von Thun und Hohenstein
2. 1702 bis 1709: Johann Ernst Warmund Khuen von Belasy
3. 1710 bis 1713: Franz Anton Freiherr von Rehlingen
4. 1714 bis 1767: Joseph Anton von Plaz
5. 1767 bis 1798: Josef Johann Nepomuk Dücker von Hasslau
6. 1798 bis 1802: Leopold Anton Graf Lodron
7. 1802 bis zur Auflösung 1811: Johann Ferdinand Dücker von Hasslau

## Ordensdekoration
Das Großkreuz ist ein 5,5 cm großes Ruppertkreuz aus Gold mit goldenen Kügelchen an den Kreuzenden. Die inneren Flächen der Kreuzarme sind mit dunkelblauer Email überzogen. In der Mitte zeigte ein hoch ovales, ebenfalls blau emailliertes Medaillon auf der Vorderseite das Bild des heiligen Rupert, auf der Rückseite die verschlungenen Initialen S R (Sanctus Rupertus) in Gold. Das Kleinkreuz war 1 cm kleiner und zeigte im rückseitigen Medaillon ein goldenes griechisches Kreuz. Die Komture erhielten jeweils eine Sonderanfertigung, häufig mit Diamanten und Brillanten. Das Ordenskreuz wurde immer am Hals getragen.
Das Ordensband war ursprünglich für alle Ritter als „violet“ beschrieben, war jedoch eher hell-veilchenblau. 1767 gewährte Erzbischof Sigismund dem Komtur und den Großrittern die Bitte, ein rotes Band mit schwarzen Randstreifen zu verwenden und einen gestickten Bruststern in Rot und Gold mit den Buchstaben S R zu tragen. Der Komtur durfte zu feierlichen Anlässen das Ordensband als Schärpe tragen. Die Exspektanten behielten das violette Band.